# HD 68988
HD 68988 ist ein 189,2 Lichtjahre von der Erde entfernter Gelber Zwerg mit einer Rektaszension von 08h 18m 22s und einer Deklination von +61° 27' 38". Er besitzt eine scheinbare Helligkeit von 8,21 mag. Im Jahre 2001 entdeckte Paul Butler einen extrasolaren Planeten, der diesen Stern umkreist. Dieser trägt den Namen HD 68988 b.